# 北卡罗来纳州立大学狼群队
北卡罗来纳州立大学狼群队（英語：NC State Wolfpack）代表北卡罗来纳州立大学参加国家大学体育协会（NCAA）第一级别的多项体育赛事。北卡州立自1953年起便一直属于大西洋沿岸联盟，是联盟的创始成员之一。学校男、女共23支运动队，历史上夺得过8次全国冠军，其中包括2个NCAA冠军与2个女子校际体育协会冠军。
同在北卡罗来纳州的北卡罗来纳大学柏油脚跟队是北卡罗来纳州立大学在体育项目中的传统宿敌。

## 全国冠军
北卡州立校史上获得过2次NCAA全国冠军头衔：
- 男子（2次）
  - 篮球（2次）：1974年、1983年